# Husband Hill
Pour les articles homonymes, voir Husband.
Husband Hill est une colline à l'intérieur du cratère Gusev sur Mars. Elle a été observée par la sonde Spirit (Mars Exploration Rover) quand elle a atterri dans le cratère en 2004 et fait partie des Columbia Hills. La sonde l'a gravie en 2005.
Elle est nommée d'après l'astronaute Rick D. Husband mort dans l'accident de la navette spatiale Columbia.

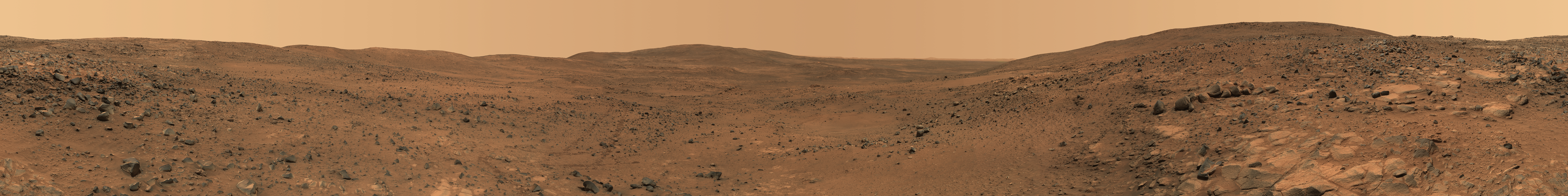
Panorama pris par Spirit lors de la descente du sommet d'Husband Hill.